# Charlotte Van Ishoven
Charlotte van Ishoven est une joueuse de football belge née le 20 octobre 1997.

## Biographie
Elle joue actuellement  au Standard de Liège où elle avait déjà joué une saison. Elle a joué auparavant au KRC Genk Ladies, à Auburn Tigers (USA) et au Lierse SK.

## Palmarès
- Championne de Belgique (1) : 2014 avec le Standard de Liège
- Vainqueur de la Coupe de Belgique U16 (2) : 2012 - 2013

### Bilan
- 3 titres